# Фельдман, Ефим Соломонович
Ефим Соломонович Фельдман (род. 1922, Хотин) — советский и молдавский географ, крупный ученый в области медицинской географии и картографии, доктор географических наук, профессор. Лауреат Государственной премии СССР (1985).

## Биография
Окончил географический факультет Тюменского педагогического института (1950). Работал школьным учителем.
С 1954 года — старший преподаватель, затем доцент и профессор кафедры общего землеведения и картографии Тираспольского государственного педагогического института имени Т. Г. Шевченко (ТГПИ). Кандидат географических наук («Картирование ареалов некоторых болезней на территории Молдавской ССР в связи с физико-географическими условиями», 1966). Докторскую диссертацию по теме «Комплексное исследование основных нозогеографических особенностей территории (на примере разработанного медико-географического атласа МССР)» защитил в 1972 году. В составе коллектива советских медицинских географов награждён Государственной премией СССР «за разработку теории и методов медицинской географии и внедрение их в практику народного хозяйства» (1985). За работу по составлению комплексного географического атласа Молдавии награждён Государственной премией ПМР в области науки и техники (1992).
Основные труды в области медицинской и эпидемиологической картографии. Разработал и составил медико-географический атлас Молдавии, включающий серию комплексных, аналитических и синтетических карт, отражающих основные характеристики природных ландшафтов, демографические, социально-экономические, этнографические показатели (всего свыше 200 карт). Осуществил медико-географическое районирование территории Молдавской ССР на основе гигиенической оценки физико-географических (климатических, геохимических, гидрогеохимических) факторов. Соавтор учебника «Картография с основами топографии» (1991) и коллективной монографии «Руководство по медицинской географии» (1993).
В 1993 году эмигрировал в Израиль, потом в Детройт.

## Монографии
- Медико-географическое исследование территории Молдавии / Под ред. Э. Н. Шляхова. Кишинёв: Штиинца, 1977.
- Умей читать топографическую карту. Кишинёв: Лумина, 1979.
- Картография с основами топографии: учебное пособие для педагогических институтов (с Г. Ю. Грюнбергом, Н. А. Лапкиной и Н. В. Малаховым). М.: Просвещение, 1990.

## Научные статьи
- Фельдман Е. С. Медико-географические исследования в Молдавии. Известия Всесоюзного географического общества. М., 1968, т. 100, вып. 2, стр. 113—121.
- Фельдман Е. С. К вопросу гидрохимической характеристики левобережья реки Прут в связи с биогеохимическими эндемиями. Учёные записки ТГПИ, Тирасполь, 1970, вып. 20, стр. 52—61.
- Фельдман Е. С. Медико-географическое картографирование: современное состояние и принципы развития. В сб.: «Медицинская география и здоровье». Ленинград: Наука, 1989, с. 65—76.
- Фельдман Е. С. Медико-географическое картографирование // Руководство по медицинской географии / под ред. Келлера А. А., Щепина О. П., Чаклина А. В. СПб: Гиппократ, 1993. — С. 93—112.